# Azione Popolare (Perù)
Azione Popolare (in spagnolo Acción Popular) è un partito politico peruviano fondato nel 1956 su iniziativa di Fernando Belaúnde Terry, Presidente del Perù dal 1963 al 1968 e dal 1980 al 1985.
In occasione delle elezioni generali del 2011 ha formato una coalizione con Perù Possibile e Somos Perú. Alle presidenziali l'alleanza ha sostenuto la candidatura di Alejandro Toledo, giunto al quarto posto con il 15,6% dei voti; alle contestuali elezioni parlamentari, invece, la coalizione ha ottenuto il 14,8% dei voti con 21 seggi, di cui cinque sono stati attribuiti ad Azione Popolare.

## Risultati elettorali
| Parlamentari 1980 | 1.413.233               | 38,9                    | 98 / 180 |
| Parlamentari 1985 | 491.581                 | 8,4                     | 10 / 180 |
| Parlamentari 1990 | Fronte Democratico      | Fronte Democratico      | N.D.     |
| Parlamentari 1995 | 142.638                 | 3,3                     | 4 / 120  |
| Parlamentari 2000 | 245.115                 | 2,47                    | 3 / 120  |
| Parlamentari 2001 | 393.433                 | 4,20                    | 3 / 120  |
| Parlamentari 2006 | Fronte di Centro        | Fronte di Centro        | 4 / 120  |
| Parlamentari 2011 | Alleanza Perù Possibile | Alleanza Perù Possibile | N.D.     |
| Parlamentari 2016 | 877.734                 | 7,21                    | 5 / 130  |
| Parlamentari 2020 | 1.518.171               | 10,26                   | 25 / 130 |
| Parlamentari 2021 | 1.159.734               | 9,02                    | 16 / 130 |
| 1. 2. 3.          |                         |                         |          |

| Elezione           | Elezione | Candidato               | Voti      | %     | Esito                |
| ------------------ | -------- | ----------------------- | --------- | ----- | -------------------- |
| Presidenziali 1980 | I turno  | Fernando Belaúnde Terry | 1.793.190 | 44,93 | ✔️ Eletta/o          |
| Presidenziali 1985 | I turno  | Javier Alva Orlandini   | 471.150   | 7,25  | ❌ Non eletta/o (4º) |
| Presidenziali 1990 | I turno  | Mario Vargas Llosa      | 2.163.323 | 32,57 | ❌ Non eletta/o (2º) |
| Presidenziali 1990 | II turno | Mario Vargas Llosa      | 2.708.291 | 37,62 | ❌ Non eletta/o (2º) |
| Presidenziali 1995 | I turno  | Raúl Diez Canseco       | 121.872   | 1,69  | ❌ Non eletta/o (6º) |
| Presidenziali 2000 | I turno  | Raúl Diez Canseco       | 46.509    | 0,42  | ❌ Non eletta/o (7º) |
| Presidenziali 2001 | –        | N.D.                    | N.D.      | N.D.  |                      |
| Presidenziali 2006 | I turno  | Valentín Paniagua       | 706.156   | 5,75  | ❌ Non eletta/o (5º) |
| Presidenziali 2011 | I turno  | Alejandro Toledo        | 2.289.561 | 15,64 | ❌ Non eletta/o (4º) |
| Presidenziali 2016 | I turno  | Alfredo Barnechea       | 1.069.360 | 6,97  | ❌ Non eletta/o (4º) |
| Presidenziali 2021 | I turno  | Yonhy Lescano           | 1.306.288 | 9,07  | ❌ Non eletta/o (5º) |
| 1. 2.              |          |                         |           |       |                      |